# Oligomerus grossus
Oligomerus grossus är en skalbaggsart som beskrevs av White 1976. Oligomerus grossus ingår i släktet Oligomerus och familjen trägnagare. Inga underarter finns listade i Catalogue of Life.